# Saint-Pierre (Martinica)
Saint-Pierre è un comune francese del dipartimento d'oltre mare francese della Martinica.

## Storia
La città di Saint-Pierre venne fondata nel 1635 dal filibustiere francese Pierre Belain d'Esnambuc.
Fu capitale della Martinica dal 1635 al 1902, quando fu distrutta dell'eruzione dell'8 maggio del 1902 del vicino Monte Pelee che fece oltre 29.000 vittime. Solo quattro persone ne uscirono vive, ma due morirono in seguito.
Dopo la capitale divenne Fort-de-France.
Prima del disastro contava circa 27.700 abitanti e per l'eleganza delle sue strade e la sua prosperità era chiamata «la Parigi delle Indie Occidentali».

## Voci correlate

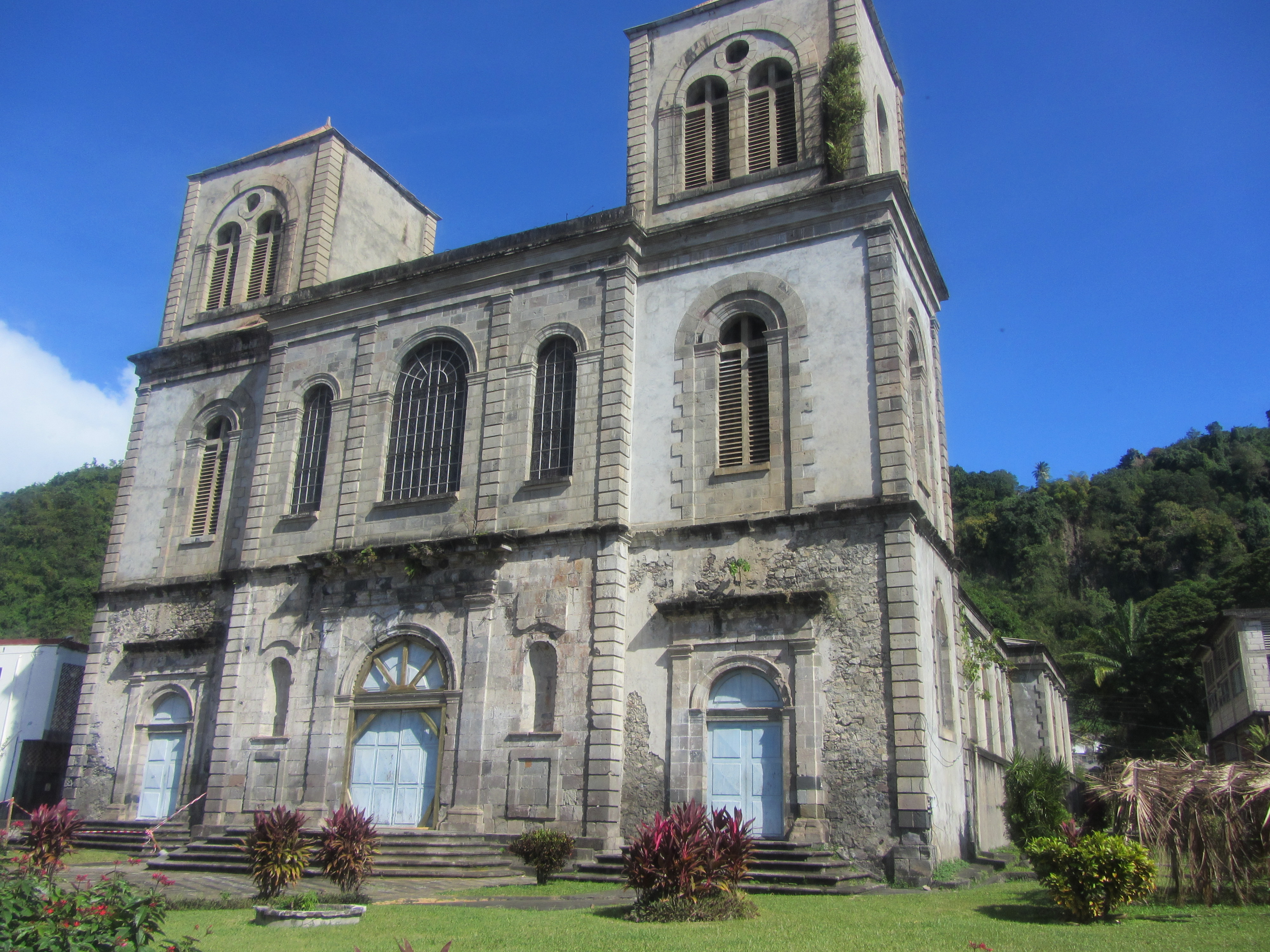
Cattedrale di Nostra Signora dell'Assunzione